# Mónica López Ferrado
Mónica López Ferrado és una periodista científica versada en biomedicina i medi ambient.
És llicenciada en Periodisme científic, mèdic i mediambiental per la Universitat Autònoma de Barcelona i màster en Comunicació científica per la Universitat Pompeu Fabra, on també va cursar un doctorat en Comunicació social i audiovisual. Ha estat guionista i directora en diversos programes televisius de caràcter científic, com De la Terra (C33), Pelopicopata (Antena3), Redes i Tres14 (TVE), el documental Dimensió Dalí (coproducció TV3, RTVE, entre d'altres), en la recerca i assessorament científic del documental Bicicleta, cullera, poma (sobre Pasqual Maragall i la malaltia d'Alzheimer, dirigit per en Carles Bosch)  i per a nous mitjans a Internet com Canal Salut (Generalitat de Catalunya), Xplore Health. També ha estat redactora per a les seccions de salut i ciència d'El País. Ha coordinat la secció de ciència del diari Ara. Ha estat investigadora i coordinadora d'àrea del Màster en Comunicació Científica de l'UPF.
Ha rebut el premi Matemàtiques i Societat de la Fundació Ferran Sunyer i l'Institut d'Estudis Catalans. També ha rebut el Premi de Bioètica i Periodisme de la Fundació Grífols (2011-2012), el primer premi del VI Premio de Periodismo en Medicina Personalizada de Precisión i el premi Fem Talent en la categoria de periodisme. Les pàgines de ciència de l'ARA, creades i coordinades per la periodista científica, van rebre al novembre de 2013 el Premi Nacional de comunicació científica, una distinció que atorguen conjuntament el Govern i la Fundació Catalana per a la Recerca i la Innovació (FCRi) i que forma part dels Premis Nacionals de Recerca.